# Scelio gallowayi
Scelio gallowayi är en stekelart som beskrevs av Paul C. Dangerfield och Austin 2001. Scelio gallowayi ingår i släktet Scelio och familjen Scelionidae. Inga underarter finns listade i Catalogue of Life.